# Andreas Wirth

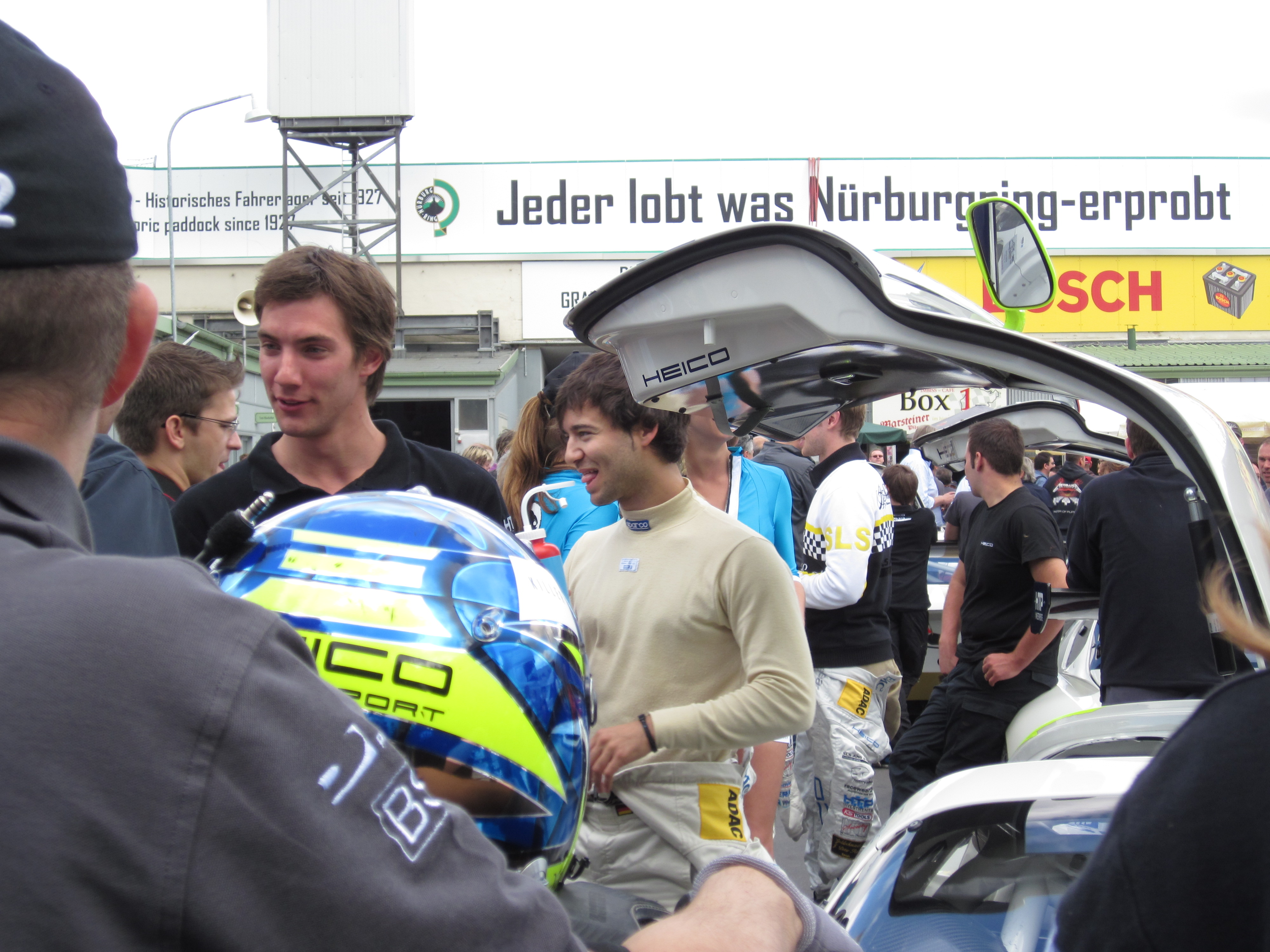
Andreas Wirth am Nürburgring 2011

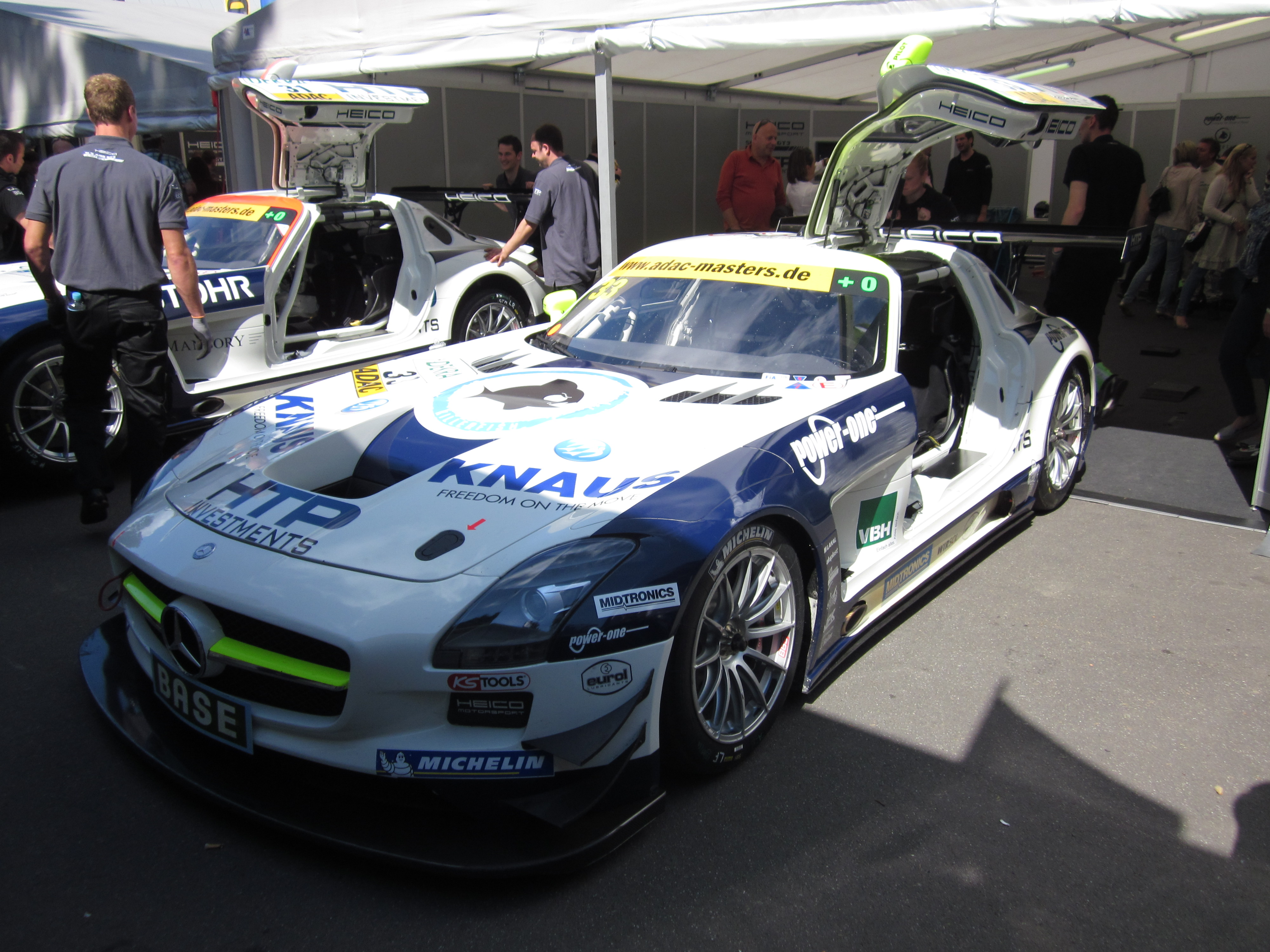
Mercedes-Benz SLS AMG GT3 von HEICO Motorsport

Andreas Wirth (* 19. November 1984 in Heidelberg) ist ein deutscher Autorennfahrer.

## Karriere

### Monopostosport
2001 fuhr Wirth in mehreren Formel-Ford-Rennserien unter anderem in Deutschland und in Frankreich. In den Jahren 2002 und 2003 startete er in der deutschen Formel BMW, dort erreichte er mehrere Top-10- und drei Podiumsplatzierungen. Nach seinem Wechsel in die Vereinigten Staaten und in die amerikanische Formel BMW konnte er sich direkt in 14 Rennen mit elf Podiumsplatzierungen, davon drei Siegen, den Meistertitel sichern. Nach mehreren Siegen in der Formel Atlantic 2005 und 2006 durfte er im Jahr 2006 zwei Champ-Car-Rennen für Dale Coyne bestreiten. Vor und während der Saison 2007 testete er mehrmals für Dale Coyne und Forsythe Racing. Zusätzlich fuhr er Demonstrationsfahrten für die Champ Car. Vor der Saison 2008 war er auch bei Audi für die DTM im Gespräch, wo er ein zwei Jahre altes Auto fahren sollte. Man entschied sich dann aber aus diversen Gründen doch für den Niederländer Christijan Albers. So fuhr Wirth wieder in der Formel Atlantic, doch nach ein paar Rennen wurde die Saison vorzeitig beendet.

### GT- und Tourenwagensport
Ende 2008 bestritt er das Petit Le Mans für das Panoz-Werksteam. Ab 2009 war er Werksfahrer für Alpina und steuerte einen Alpina B6 GT3 im ADAC GT Masters, der FIA GT3-Europameisterschaft, der BFGoodrich Langstreckenmeisterschaft und beim 24-Stunden-Rennen auf dem Nürburgring.
Nachdem Alpina sein Werksengagement beendete und die Fahrzeuge zur Saison 2010 an s-Berg Racing verkaufte, ging Wirth nun mit seinem tschechischen Teamkollegen Martin Matzke für das österreichische Privatteam an den Start. Am Ende der Saison belegte er zusammen mit seinem Teamkollegen jeweils mit 44 Punkten den 9. Platz.
Im Jahr 2011 fuhr Andreas Wirth den damals neu konzipierten Mercedes-Benz SLS AMG in der GT3 Version. Am 10. Juli 2011 gewann er mit seinem Teamkollegen Christiaan Frankenhout das erste Rennen mit diesem Fahrzeug in Diensten von Heico Motorsport beim ADAC GT Masters auf dem Nürburgring. Wirth belegte am Saisonende den 9. Platz mit 90 Punkten.
2012 wechselte Wirth zum Team Callaway Competition Corvette in der ADAC GT Masters Serie und teilte sich das Cockpit mit dem früheren Formel-1-Fahrer Heinz-Harald Frentzen. 2013 fuhr er zusammen mit dem GT Europameister Christian Hohenadel und im Jahr 2014 bildeten Wirth und der ADAC GT Masters Titelverteidiger Daniel Keilwitz eine Fahrerpaarung.
2014, war das bisher beste Jahr in der ADAC GT Masters Serie. Obwohl Wirth, aufgrund anderer vertraglichen Verpflichtungen in den USA, an nur 10 von 16 Rennen teilnahm, beendete er die Saison mit vier Siegen im Gesamtklassement auf Platz 6. Er hat sich mit bisher neun Siegen in der ADAC GT Masters Serie behauptet und hält bis heute den Rekord mit den meisten Siegen auf dem Nürburgring.
2014 war Wirth zur Teilnahme am GT3 Weltfinale in Baku/Aserbaidschan eingeladen.
2015 markiert Wirths siebte Saison in der ADAC GT Masters. Fortsetzung dieses Jahr mit Callaway Competition Corvette für seine vierte Saison teilt er sich das Cockpit mit 2013 ADAC GT Masters-Champion Daniel Keilwitz.
2016 brachte einen Wendepunkt in Wirths Karriere. Gemeinsam mit seinen Beifahrern Stefano Coletti und Julián Leal trat er für das in russischer Hand liegende SMP Racing Team in ihrem BR01 Nissan betriebenen Sportprototypen in der LMP2-Klasse der europäischen Le Mans Series (ELMS) an. Das multinationale Trio belegte drei Mal einen Podiumsplatz und verfehlte diesen zwei Mal knapp. Die Leistung des Teams brachte ihnen den 3. Platz in der ELMS-Meisterschaft 2016.
2017 trat Wirth dem CEFC Manor TRS Racing bei, einem sehr erfahrenen Rennteam mit langer Tradition, und wählte damit den Weg als Entwicklungs- und Reservefahrer in der Langstrecken-Weltmeisterschaft (WEC).